# Clinocalcomenite
La clinocalcomenite è un minerale non riconosciuto dall'IMA perché la descrizione è stata pubblicata precedentemente alla sua approvazione.